# マイク・イリッチ
マイケル・イリッチ・シニア（Michael Ilitch Sr.、1929年7月20日 - 2017年2月10日）は、アメリカ合衆国の実業家である。全米のピザ業界3位のリトル・シーザーズを創業した。また、NHLのデトロイト・レッドウィングスとMLBのデトロイト・タイガースのオーナーを務めた。
デトロイトのダウンタウンの再開発の中心人物であり、フォックス劇場を購入して改装し、そこにイリッチ・ホールディングスの本社を移設した。

## 若年期
イリッチは1929年7月20日にミシガン州デトロイトで生まれた。両親ともマケドニア人移民である。父のソティー(Sotir)は金型職人だった。
デトロイトのクーリー高校を卒業後、アメリカ海兵隊に4年間入隊した。
海兵隊除隊後の1952年MLBのデトロイト・タイガースに契約金3000万ドルで入団し、マイナーリーグでタイガース、ヤンキース、セネタースの下部組織で主に二塁手としてプレイした。1955年、膝の故障のため引退した。

## キャリア
野球選手を引退した後、1959年に妻と共にミシガン州ガーデンシティでピザ屋「リトル・シーザーズ・ピザ・トリート」を開店させた。1962年に最初のフランチャイズ店を開店させ、2008年から2015年にかけて急成長した。
2017年現在において、リトル・シーザーズは非公開会社のままである。1999年、イリッチはイリッチ・ホールディングスを設立し、自身が会長、妻が副会長に就任した。2007年現在、同社傘下の企業の総売上は18億ドルを超えると推定されている。2006年の「フォーブス400」では242位、2016年では86位で、推定純資産は61億ドルである。
2000年、イリッチ夫妻は、自身の子供であるクリストファーとデニスをイリッチ・ホールディングスの共同社長に任命した。しかしデニスはその後、「違うことがしたい」と述べて社長を辞任した。

## スポーツチームのオーナー

### デトロイト・ホイールズ
1974年にワールド・フットボール・リーグ(WFL)が発足したとき、イリッチは地元のチーム、デトロイト・ホイールズにマーヴィン・ゲイらとともに出資した。しかし、このリーグは1シーズンのみで解散した。

### デトロイト・シーザーズ
デトロイトにおけるアマチュア・ソフトボールの主なスポンサーはリトル・シーザーズであり、1977年にアメリカ男子ソフトボールリーグが発足すると、イリッチはデトロイト・シーザーズを結成してリーグに参加した。
シーザーズは、ミッキー・スタンリー、ノーム・キャッシュなどの元デトロイト・タイガースの主力選手のほか、マイク・ナイ、ロニー・フォード、マイク・グーイン、バート・スミス、テックス・コリンズなどの実績のあるソフトボール選手を起用した。ゲイリー・ヴィット監督の下で2度優勝したが、1979年のシーズン終了後に解散した。ヴィットはその後、イリッチがオーナーを務めるデトロイト・タイガースでフロント・オフィスを務めた。

### デトロイト・レッドウィングス
1982年、イリッチは、それまで一族で50年にわたりチームを保有していたブルース・ノリスからNHLのデトロイト・レッドウィングスを800万ドルで買収した。イリッチは、何年にも渡ってドラフトで優秀な選手を指名し、若手選手を育成し、適切な指導を行って、チームを強豪チームに育てた。1994/95年シーズンには29年ぶりにスタンレー・カップ決勝に進出、1996/97年には42年ぶりにスタンレー・カップ優勝を果たすと、翌1997/98年シーズンにはカップ2連覇を達成した。その後、2002年、2008年にも優勝した。2004年から2005年のNHLロックアウト前、『フォーブス』誌はレッドウィングスを、1600万ドルの赤字にもかかわらず、NHLで5番目に価値のあるフランチャイズにランク付けした。
2003年、イリッチはホッケーの殿堂に殿堂入りした。

### デトロイト・タイガース
1992年、イリッチはMLBのデトロイト・タイガースを買収した。それまで同チームを保有していたのは、ライバル企業のドミノ・ピザ創業者であるトム・モナハンだった。しかしそれから2006年まで、13シーズン中12シーズンで負け越した。
球団買収後、イリッチは新しい球場にホームを移転することを考えていた。2000年、タイガースのホーム球場はタイガー・スタジアムからダウンタウンに新しく建設したコメリカ・パークに移転した。イリッチは、建設費用の3億5千万ドルのうちの約60%を負担した。球場の運営は、イリッチ・ホールディングス傘下の企業が行っている。
2001年、球団社長兼ゼネラルマネージャーにデーブ・ドンブロウスキーを招いてからは、イリッチはフリーエージェント宣言した大物選手の獲得や多額の年俸の支払いに合意し、2008年にはMLBで最も年俸の高いチームの一つとなっていた。2006年、この年から監督になったジム・リーランドの下で、ワイルドカードからの1984年以来となるワールドシリーズ出場を果たしたが、セントルイス・カージナルスに破れた。。2011年には、イリッチが球団を買収してから初となるアメリカン・リーグ中部地区優勝を果たした。その後、2014年まで4年連続でリーグ地区優勝し、2012年にはワールドシリーズに出場したが、ワールドシリーズ優勝は、イリッチが2017年に亡くなるまでに達成することはできなかった。

### デトロイト・ドライブ
イリッチは、1987年に発足したアリーナフットボールリーグ(AFL)のチームとして、1988年にデトロイト・ドライブを立ち上げた。ドライブは、初期のAFLにおける最も成功したチームだった。観客動員は概ね好調であり（ただし、割引チケットや景品付きチケットによるものだったが）、デトロイトに所在していた6年間の全てで優勝決定戦であるアリーナボウルに進出した。
しかし、イリッチが1992年にデトロイト・タイガースを買収し、ドライブがタイガースの客を奪ってしまうと考えたイリッチは、1993年にチームを売却した。新しいオーナーはチームをマサチューセッツ州ウースターに移転し、マサチューセッツ・マローダーズとしたが、1994年にチームは解散した。

## 慈善活動
イリッチが最初に行った慈善活動は、1985年の「リトル・シーザーズ・ラブ・キッチン」の設立である。これは、貧困や災害により食事ができない人のための巡回レストランのプログラムで、このプログラムにより、アメリカとカナダで200万人以上の人々に食事が提供された。
2006年、イリッチは、名誉除隊した退役軍人に職業を斡旋する「リトル・シーザーズ・ベテランズ・プログラム」を開始した。2007年、退役軍人省はイリッチに対し、同省が民間人に対して与える最高の栄誉である長官賞を授与した。
2000年、健康・教育・レクリエーションの分野で子供たちの生活を向上させることを目的とした非営利財団「イリッチ・チャリティーズ・フォー・チルドレン」を設立した。2008年に「イリッチ・チャリティーズ」に改称し、その目的を、貧困・失業・ホームレス・飢餓等の社会問題に対処するために、経済発展を推進し雇用の増大を促すプログラムの支援に拡大した。
OpenSecretsによると、2002年から2005年にかけての連邦選挙委員会の報告書に、イリッチ・ホールディングスやそのビジネスパートナーが、各種の政治キャンペーンや政治行動委員会(PAC)に50万ドル以上を寄付していると記載されている。
公民権運動の象徴であるローザ・パークスが1994年にデトロイトのアパートで襲撃された後、イリッチは、パークスがデトロイトのより安全な地域で生活できるように、その家賃の数年分を支払っていたという。

## 私生活
イリッチはマリアン・ベイオフ(Marian Bayoff)と結婚した。マリアンもイリッチ同様マケドニア移民の子供であった。マリアンは後に「世界一裕福な女性」と呼ばれることになる。
マリアンとの間には、以下の7人の子供がいる。
- デニス・イリッチ（英語版）（Denise Ilitch Lites, 1955年- ） - 弁護士。ジム・リテス（英語版）と結婚したが、後に離婚。
- ロン・イリッチ（Ron Ilitch、1957年 - 2018年） - フェンタニルの過剰摂取により61歳で死去。
- マイケル・イリッチ・ジュニア (Michael Ilitch, Jr.) - 映画プロデューサー。『ロスト・イン・スペース』（1998年）、『余命90分の男』（2014年）など。
- クリストファー・イリッチ（英語版）（Christopher Ilitch、1965年 - ） - 現イリッチ・ホールディングスCEO。
- リサ・イリッチ・マーレイ (Lisa Ilitch Murray) - デトロイト・レッドウィングスの元エグゼクティブ・ヴァイス・プレジデント
- アタナス・イリッチ (Atanas Ilitch) - 俳優、歌手。『マッドロック・キラー（英語版）』（1987年）のドリラー・キラー役など。
- キャロル・イリッチ・トレペック (Carole Ilitch Trepeck) - 弁護士。

## 死去
イリッチは2017年2月10日に、デトロイトにおいて87歳で死去した。イリッチ・ホールディングスの経営および各スポーツチームのオーナー職は、息子のクリストファー・イリッチが継承した。
デトロイト・レッドウィングスはこのシーズン、イリッチと1年前に死去したゴーディ・ハウの追悼の意を込めてイリッチの愛称である"Mr. I"のパッチとハウの背番号である9のパッチをジャージにつけていた。デトロイト・タイガースは、ユニフォームの右袖に"Mr. I"と書かれたワッペンを付けた。